# Ostrovec-Lhotka
Ostrovec-Lhotka település Csehországban, Rokycanyi járásban. Ostrovec-Lhotka Terešov, Zbiroh, Podmokly, Mlečice, Líšná és Skryje településekkel határos. Lakosainak száma 108 fő (2024. január 1.).

## Népesség
A település lakosságának változását az alábbi diagram mutatja:
| Lakosok száma | 630  | 424  | 347  | 206  | 125  | 115  | 97   | 106  | 110  | 108  |
|               | 1869 | 1900 | 1921 | 1961 | 1980 | 2011 | 2016 | 2019 | 2021 | 2024 |